# Туманність Кіля

## Об'єкти в межах Туманності в Кілі

### Ета Кіля
Ета Кіля є дуже яскравим надгігантом, чия маса, за попередніми оцінками, сягає 100—150 масс Сонця, а світність переважає сонячну в чотири мільйони разів.

### Туманність Замкова Щілина
Частина Туманності в Кілі є відомою під назвою Туманність Замкова щілина, котре вона отримала від Джона Гершеля в XIX столітті. Туманність Замкова щілина в реальності є дещо меншою й темнішою хмарою холодного молекулярного газу та пилу, що містить яскраві пасма гарячого флюоресцентного газу. Разом весь цей конгломерат утворює на фоні яскравішої туманності структуру, що нагадує за формою замкову щілину. Діаметр структури Замкової щілини сягає приблизно семи світлових років.

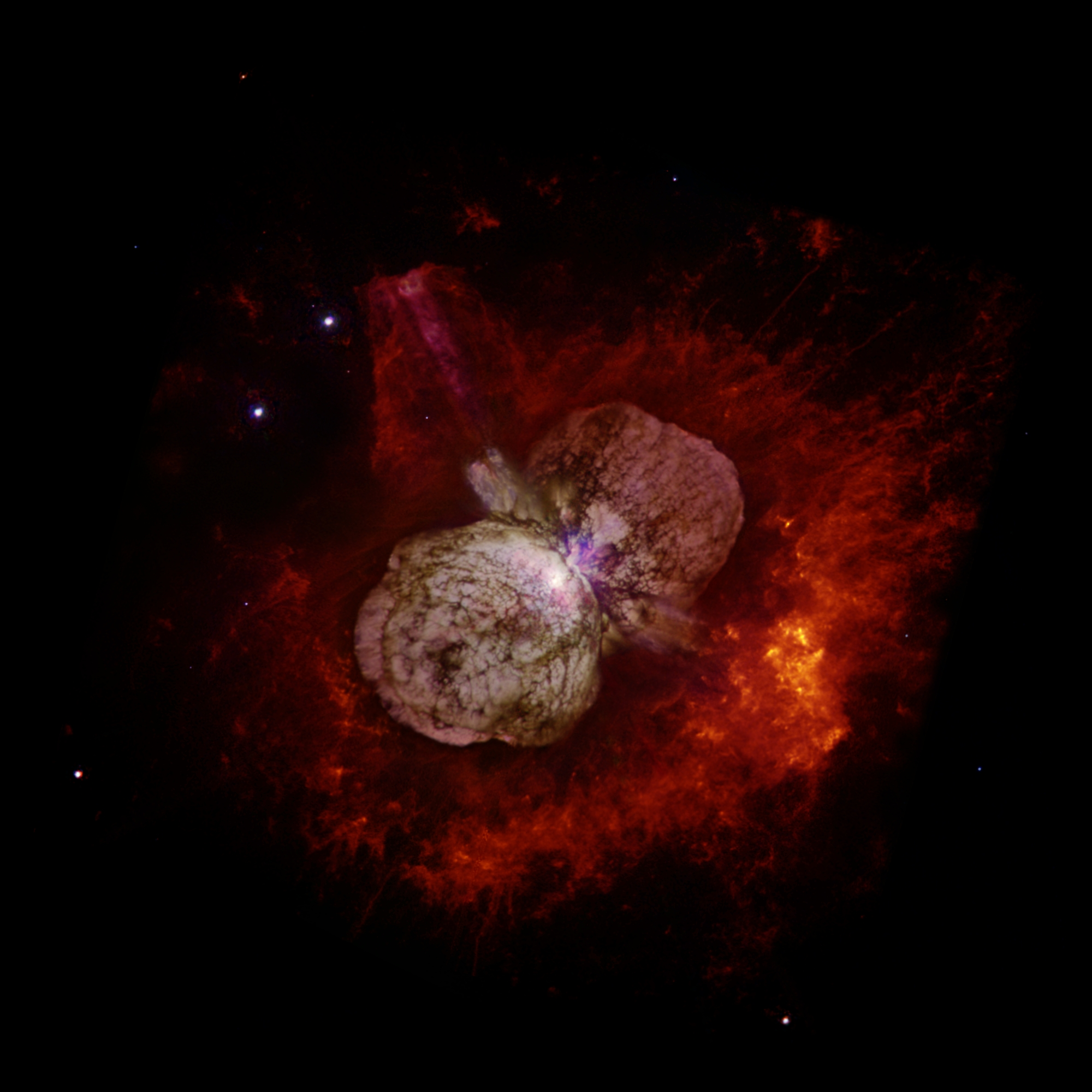
Фото надмасивної зорі Ета Кіля отримане космічним телескопом Хаббла
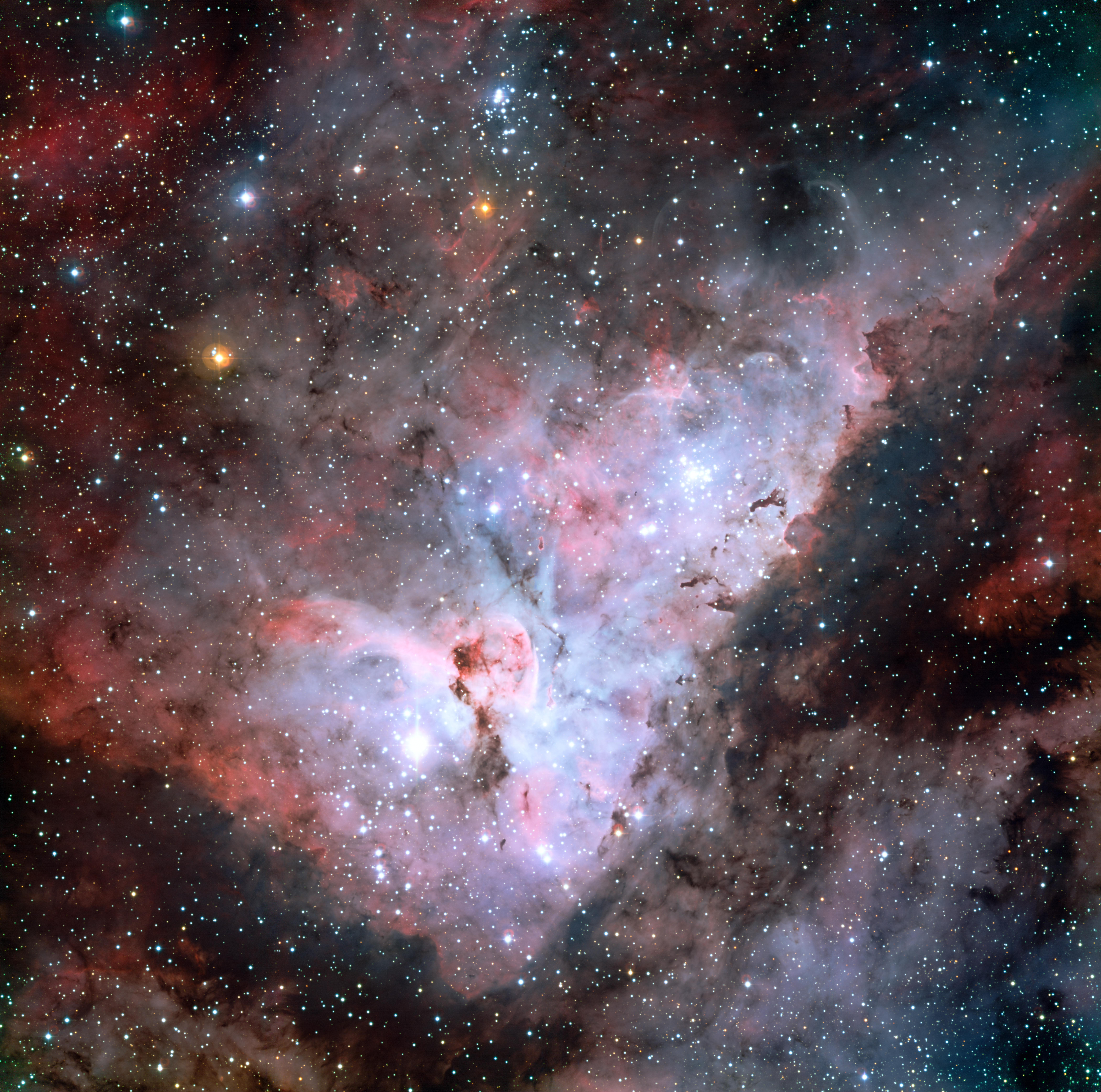
Кольорова композиція зображень Туманності в Кілі показує дрібні деталі взаємного розташування зір і газопилових хмар у цій області. Фото належить ESO
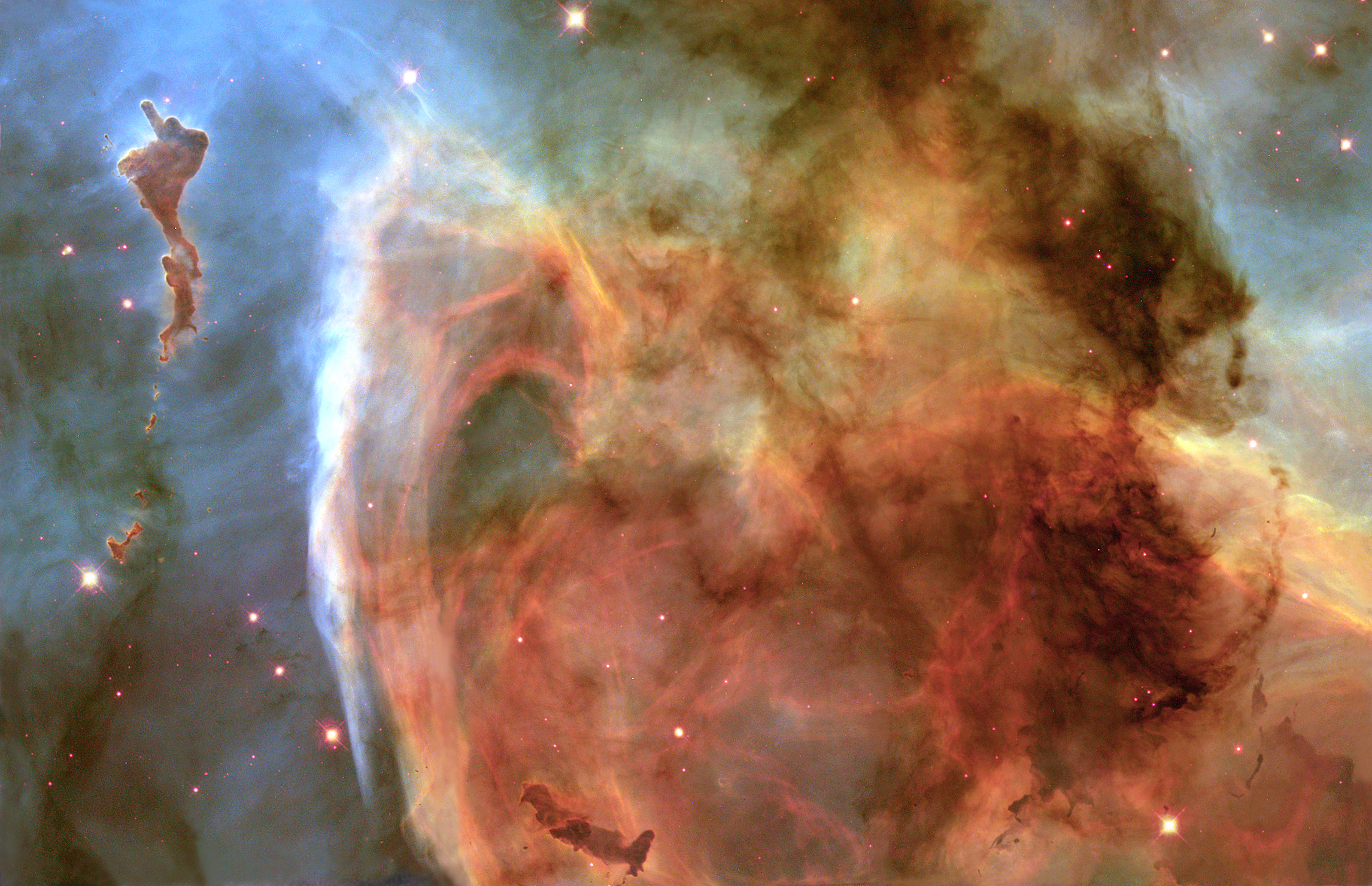
Зображення Туманності Замкова щілина, отримане космічним телескопом Хаббла. Мала туманність у верхньому лівому куті отримала ім’я «Божий палець» завдяки своїй схожості за видимою формою на людську руку з витягнутим пальцем.